# Galaktolipid galaktoziltransferaza
Galaktolipid galaktoziltransferaza (EC 2.4.1.184, galaktolipid-galaktolipid galaktoziltransferaza, galaktolipid:galaktolipid galaktoziltransferaza, interlipidna galaktoziltransferaza, GGGT, DGDG sintaza, digalaktozildiacilglicerolna sintaza, 3-(beta--galaktozil)-1,2-diacil--glicerol:mono-3-(beta--galaktozil)-1,2-diacil--glicerol beta--galaktoziltransferaza) je enzim sa sistematskim imenom 3-(beta--galaktozil)-1,2-diacil--glicerol:3-(beta--galaktozil)-1,2-diacil--glicerol beta--galaktoziltransferaza. Ovaj enzim katalizuje sledeću hemijsku reakciju
2 3-(beta--galaktozil)-1,2-diacil--glicerol {\displaystyle \rightleftharpoons } 3-[alfa-D-galaktozil-(1->6)-beta-D-galaktozil]-1,2-diacil--glicerol + 1,2-diacil--glicerol
Daljim transferima galaktozilnih ostataka na digalaktozildiacilglicerol, trigalaktozildiacilglicerol i tetragalaktozildiacilglicerol se takođe formiraju.

## Literatura
- Nicholas C. Price; Lewis Stevens (1999). Fundamentals of Enzymology: The Cell and Molecular Biology of Catalytic Proteins (Third изд.). USA: Oxford University Press. ISBN 019850229X.
- Eric J. Toone (2006). Advances in Enzymology and Related Areas of Molecular Biology, Protein Evolution (Volume 75 изд.). Wiley-Interscience. ISBN 0471205036.
- Branden C; Tooze J. Introduction to Protein Structure. New York, NY: Garland Publishing. ISBN 0-8153-2305-0.
- Irwin H. Segel. Enzyme Kinetics: Behavior and Analysis of Rapid Equilibrium and Steady-State Enzyme Systems (Book 44 изд.). Wiley Classics Library. ISBN 0471303097.

## Spoljašnje veze
- Galactolipid+galactosyltransferase на 